# Økonometri
Økonometri er et videnskabeligt forskningsområde inden for økonomi, der anvender statistik og matematik til at analysere kvantitativ information. En person der arbejder med økonometri kaldes en økonometriker. Økonometri anvendes bredt inden for mange forskellige økonomiske discipliner, hvor man søger at afdække sammenhænge mellem forskellige økonomiske og forretningsmæssige variable. Der findes flere formelle definitioner på hvad man præcis forstår ved udtrykket økonometri
Overordnet opdeles økonometri i teoretisk økonometri, der har fokus på matematiske og statistiske egenskaber ved den økonometriske anvendelse, og anvendt økonometri hvor fokus er på den praktiske anvendelse af økonomisk data i empiriske studier.

## Historie
Økonometri blev grundlagt som en videnskabeligt forskningsområde i 1930'erne, hvor nordmanden Ragnar Frisch ofte akrediteres som grundlæggeren af videnskaben. Som udgangspunkt var fokus på makroøkonomiske problemstillinger, hvor man søgte at hjælpe offentlige instanser og større virksomheder med at forbedre deres langsigtede økonomiske beslutninger. Op igennem 1900'tallet udviklede økonometrien sig til at være et af de allervigtigste forskningsområder inden for økonomi. 

## Metode
Teoretisk økonometri studerer de statistiske egenskaber ved økonometriske procedurer. Herunder efficiens af estimatorere og stikprøveudvælgelse.
Anvendt økonometri beskriver sammenhænge i data hentet fra "den virkelige verden", og herved blive klogere på økonomiske modeller, analysere historisk data og forecaste fremtiden.
Økonometrikere studerer typisk tre former for data: cross-section (tværsnit), tidsserier og paneldata.

## Grundlæggende økonometriske modeller: lineær regression
Det grundlæggende værktøj for økonometri er lineære regressionsmodeller. I moderne økonometri, er andre statistiske værktøjer også ofte anvendt, men lineær regression er stadig den mest anvendte udgangspunkt til analyse. Estimering af en lineær regression på to variabler kan visualiseres som en linje, som igennem en række observationer repræsenterer sammenhængen imellem den afhængelige og den forklarende variable.
Et eksempel på lineær regression i økonometri er sammenhængen imellem vækst i BNP i procent og arbejdsløsraten (I dette eksempel data for USA fra 1949 til 2011). Dette forhold kan blive repræsenteret via lineær regression, hvor ændringen i ledigheden ({\displaystyle \Delta \ {\text{Arbejdsløshed}}}) er en funktion af et skæringspunkt ({\displaystyle \beta _{0}}), en given værdi af BNP-væksten ganget med en hældningskoefficient {\displaystyle \beta _{1}} og et fejlled, {\displaystyle \varepsilon }:
{\displaystyle \Delta \ {\text{Arbejdsløshed}}=\beta _{0}+\beta _{1}{\text{Vækst i BNP}}+\varepsilon .}
De ukendte parametre {\displaystyle \beta _{0}} og {\displaystyle \beta _{1}} kan vi derefter estimere. Her er {\displaystyle \beta _{1}} estimeret til at være −1.77 og {\displaystyle \beta _{0}} er estimeret til at være 0.83. Det betyder, at hvis væksten i BNP steg med et procentpoint, ville arbejdsløsheden forudsiges at falde med 1,77 point. Modellen kunne derefter testes for statistisk signifikans, for om en stigning i væksten er forbundet med et fald i arbejdsløsheden, som er nul-hypotesen. Hvis estimeringer af {\displaystyle \beta _{1}} ikke viser sig at være signifikant forskellig fra 0, vil testen mislykkes i at finde beviser for, at ændringer i vækstraten og arbejdsløsheden var relateret.